# Бальзяшур
Бальзяшу́р (рос. Бальзяшур) — присілок в Можгинському районі Удмуртії, Росія.
Урбаноніми:
- вулиці — Миру, Молодіжна, Польова, Праці, Радянська

## Населення
Населення — 164 особи (2010; 185 в 2002).
Національний склад станом на 2002 рік:
- удмурти — 97 %

## Відомі люди
В присілку народилась Байсарова Юлія Павлівна — удмуртська письменниця.